# Diskografie Inny
Toto je seznam vydané diskografie rumunské zpěvačky Inny.

## Alba

### Studiová alba

#### Studiová alba v angličtině
| Název                                                                                   | Detaily o albu                                                | Umístění v hitparádách | Umístění v hitparádách | Umístění v hitparádách | Umístění v hitparádách | Umístění v hitparádách | Umístění v hitparádách | Umístění v hitparádách | Umístění v hitparádách | Umístění v hitparádách | Umístění v hitparádách | Prodeje                     | Certifikace                   |
| Název                                                                                   | Detaily o albu                                                | BEL (Fl)               | BEL (Wa)               | CZR                    | FRA                    | JPN                    | MEX                    | NLD                    | POL                    | SPA                    | UK                     | Prodeje                     | Certifikace                   |
| --------------------------------------------------------------------------------------- | ------------------------------------------------------------- | ---------------------- | ---------------------- | ---------------------- | ---------------------- | ---------------------- | ---------------------- | ---------------------- | ---------------------- | ---------------------- | ---------------------- | --------------------------- | ----------------------------- |
| Hot                                                                                     | - Vydáno: 4. srpna 2009 - Vydavatelství: Magic                | 37                     | 14                     | 7                      | 9                      | —                      | 54                     | 68                     | 28                     | 77                     | 32                     | - WW: 500,000 - POL: 20,000 | - UPFR: Gold - SNEP: Platinum |
| I Am the Club Rocker                                                                    | - Vydáno: 19. září 2011 - Vydavatelství: Roton                | —                      | 15                     | 12                     | 23                     | 45                     | 8                      | —                      | —                      | —                      | —                      | - FRA: 15,000 - JPN: 7,691  | - ZPAV: Gold                  |
| Party Never Ends                                                                        | - Vydáno: 4. března 2013 - Vydavatelství: Roton               | —                      | —                      | —                      | —                      | 88                     | 10                     | —                      | —                      | —                      | —                      | - JPN: 6,967                |                               |
| Inna                                                                                    | - Vydáno: 30. října 2015 - Vydavatelství: Empire, Roton       | —                      | —                      | —                      | —                      | 157                    | 45                     | —                      | —                      | —                      | —                      | - JPN: 760                  |                               |
| Nirvana                                                                                 | - Vydáno: 11. prosince 2017 - Vydavatelství: Global, UMG      | —                      | —                      | —                      | —                      | —                      | —                      | —                      | —                      | —                      | —                      |                             |                               |
| Heartbreaker                                                                            | - Vydáno: 27. listopadu 2020 - Vydavatelství: Global          | —                      | —                      | —                      | —                      | —                      | —                      | —                      | —                      | —                      | —                      |                             |                               |
| Champagne Problems                                                                      | - Vydáno: 7. ledna/11. března 2022 - Vydavatelství: Global    | —                      | —                      | —                      | —                      | —                      | —                      | —                      | —                      | —                      | —                      |                             |                               |
| Just Dance                                                                              | - Vydáno: 10. února/14. dubna 2023 - Vydavatelství: Global    | —                      | —                      | —                      | —                      | —                      | —                      | —                      | —                      | —                      | —                      |                             |                               |
| Everything or Nothing                                                                   | - Vydáno: 1. března/19. července 2024 - Vydavatelství: Global | —                      | —                      | —                      | —                      | —                      | —                      | —                      | —                      | —                      | —                      |                             |                               |
| "—" značí, že se nahrávka neumístila v hitparádách nebo v tomto území ani nebyla vydána |                                                               |                        |                        |                        |                        |                        |                        |                        |                        |                        |                        |                             |                               |

#### Studiová alba ve španělštině
| Název     | Detaily o albu                                                |
| --------- | ------------------------------------------------------------- |
| Yo        | - Vydáno: 31. května 2019 - Vydavatelství: Global, Roc Nation |
| El Pasado | - Vydáno: 5. dubna 2024 - Vydavatelství: Global               |

### Kompilační alba
| Best Of                                                                                 | - Vydáno: 18. prosince 2015 - Vydavatelství: Universal | —  |
| Summer Hits                                                                             | - Vydáno: 16. června 2017 - Vydavatelství: Roton       | —  |
| 10 ans de hits!                                                                         | - Vydáno: 22. června 2018 - Vydavatelství: MCA         | 93 |
| "—" značí, že se nahrávka neumístila v hitparádách nebo v tomto území ani nebyla vydána |                                                        |    |

## Singly

### Jako hlavní umělkyně

#### 2000s
| "Hot"                                                                                   | 2008 | 1 | 2   | 3  | 10 | 6 | 80 | 33 | 38 | 1  | 17 | 6  | - FRA: 80,000 - SPA: 65,000 - UK: 250,000 | - BPI: Silver - FIMI: Gold - PROMUSICAE: Platinum | Hot |
| "Love"                                                                                  | 2009 | 4 | 144 | 8  | —  | — | —  | —  | 5  | 31 | —  | —  |                                           |                                                   | Hot |
| "Déjà Vu" (s Bob Taylor)                                                                | 2009 | 6 | 4   | 16 | 23 | 6 | —  | —  | 72 | 15 | 27 | 60 |                                           |                                                   | Hot |
| "Amazing"                                                                               | 2009 | 1 | 3   | 49 | 10 | 2 | 36 | 95 | 41 | —  | 10 | 14 | - FRA: 100,000                            |                                                   | Hot |
| "—" značí, že se nahrávka neumístila v hitparádách nebo v tomto území ani nebyla vydána |      |   |     |    |    |   |    |    |    |    |    |    |                                           |                                                   |     |

#### 2010s
| "10 Minutes" (feat. Play & Win)                                                         | 2010 | 11 | 85  | 10 | 8  | —  | —  | —  | 34 | —  | —  | —  |                                           | Hot                                        |
| "Sun Is Up"                                                                             | 2010 | 2  | 3   | 31 | 2  | 26 | 30 | —  | 20 | 22 | 3  | 15 | - BPI: Gold - FIMI: Gold - IFPI SWI: Gold | I Am the Club Rocker                       |
| "Club Rocker" (sólo nebo feat. Flo Rida)                                                | 2011 | 42 | 39  | 39 | 32 | 55 | 89 | 55 | 11 | —  | 64 | —  |                                           | I Am the Club Rocker                       |
| "Un Momento" (feat. Juan Magán)                                                         | 2011 | 12 | 64  | —  | 42 | —  | 88 | —  | 4  | 46 | —  | —  |                                           | I Am the Club Rocker                       |
| "Endless"                                                                               | 2011 | 5  | 181 | 51 | —  | —  | —  | —  | 9  | —  | —  | —  |                                           | I Am the Club Rocker                       |
| "Wow"                                                                                   | 2012 | 10 | 171 | —  | —  | —  | —  | —  | —  | —  | —  | —  |                                           | I Am the Club Rocker                       |
| "Caliente"                                                                              | 2012 | 84 | —   | —  | —  | —  | 99 | —  | —  | —  | —  | —  |                                           | Party Never Ends                           |
| "Crazy Sexy Wild"                                                                       | 2012 | 5  | —   | —  | —  | —  | —  | 49 | —  | —  | —  | —  |                                           | Party Never Ends                           |
| "Inndia" (feat. Play & Win)                                                             | 2012 | 10 | —   | —  | —  | —  | —  | —  | —  | —  | —  | —  |                                           | Party Never Ends                           |
| "More than Friends" (feat. Daddy Yankee)                                                | 2013 | 20 | —   | —  | 92 | —  | 52 | —  | 5  | 7  | —  | —  | - PROMUSICAE: Gold                        | Party Never Ends                           |
| "Be My Lover" (sólo nebo feat. Juan Magán)                                              | 2013 | —  | —   | —  | —  | —  | —  | —  | —  | —  | —  | —  |                                           | Party Never Ends                           |
| "In Your Eyes" (feat. Yandel)                                                           | 2013 | 44 | 155 | —  | —  | —  | —  | —  | —  | 31 | —  | —  |                                           | Party Never Ends                           |
| "Cola Song" (feat. J Balvin)                                                            | 2014 | 34 | 154 | 70 | —  | 77 | 93 | —  | 14 | 8  | 36 | —  | - PROMUSICAE: Platinum                    | Body and the Sun / Party Never Ends / Inna |
| "Good Time" (feat. Pitbull)                                                             | 2014 | 67 | —   | —  | —  | —  | —  | —  | —  | —  | —  | —  |                                           | Body and the Sun / Party Never Ends / Inna |
| "Diggy Down" (feat. Marian Hill nebo the latter a Yandel)                               | 2014 | 1  | —   | —  | —  | —  | —  | —  | —  | —  | —  | —  |                                           | Inna / Body and the Sun                    |
| "We Wanna" (s Alexandra Stan feat. Daddy Yankee)                                        | 2015 | 59 | —   | 72 | —  | —  | 60 | 72 | 39 | 83 | —  | —  | - FIMI: Gold                              | Inna / Unlocked / Alesta / Nirvana         |
| "Bop Bop" (featu. Eric Turner)                                                          | 2015 | 2  | —   | —  | —  | —  | —  | —  | —  | —  | —  | —  |                                           | Inna / Body and the Sun                    |
| "Yalla"                                                                                 | 2015 | 13 | —   | —  | —  | —  | —  | —  | —  | —  | —  | —  |                                           | Inna / Body and the Sun                    |
| "Rendez Vous"                                                                           | 2016 | 45 | —   | —  | —  | —  | —  | —  | —  | —  | —  | —  |                                           | Inna / Body and the Sun                    |
| "Heaven"                                                                                | 2016 | 4  | 151 | —  | —  | —  | —  | —  | —  | —  | —  | —  |                                           | Nirvana                                    |
| "Gimme Gimme"                                                                           | 2017 | 16 | —   | —  | —  | —  | —  | —  | —  | —  | —  | —  |                                           | Nirvana                                    |
| "Ruleta" (feat. Erik)                                                                   | 2017 | 3  | —   | —  | —  | —  | —  | —  | 27 | 45 | —  | —  |                                           | Nirvana                                    |
| "Nirvana"                                                                               | 2017 | 2  | —   | —  | —  | —  | —  | —  | —  | —  | —  | —  |                                           | Nirvana                                    |
| "Me Gusta"                                                                              | 2018 | 89 | —   | —  | —  | —  | —  | —  | —  | —  | —  | —  |                                           | Singly bez alb                             |
| "Pentru că" (feat. The Motans)                                                          | 2018 | 3  | —   | —  | —  | —  | —  | —  | —  | —  | —  | —  |                                           | Singly bez alb                             |
| "No Help"                                                                               | 2018 | 65 | —   | —  | —  | —  | —  | —  | —  | —  | —  | —  |                                           | Nirvana                                    |
| "Ra"                                                                                    | 2018 | 71 | —   | —  | —  | —  | —  | —  | —  | —  | —  | —  |                                           | Yo                                         |
| "Iguana"                                                                                | 2018 | 4  | —   | —  | —  | —  | —  | —  | —  | —  | —  | —  |                                           | Yo                                         |
| "Sin Ti"                                                                                | 2019 | —  | —   | —  | —  | —  | —  | —  | —  | —  | —  | —  |                                           | Yo                                         |
| "Tu Manera"                                                                             | 2019 | 78 | —   | —  | —  | —  | —  | —  | —  | —  | —  | —  |                                           | Yo                                         |
| "Te Vas"                                                                                | 2019 | 36 | —   | —  | —  | —  | —  | —  | —  | —  | —  | —  |                                           | Yo                                         |
| "Bebe" (s Vinka)                                                                        | 2019 | 1  | —   | —  | —  | —  | —  | —  | —  | —  | —  | —  |                                           | Singl bez alb                              |
| "—" značí, že se nahrávka neumístila v hitparádách nebo v tomto území ani nebyla vydána |      |    |     |    |    |    |    |    |    |    |    |    |                                           |                                            |

#### 2020s
| "Not My Baby"                                                                           | 2020 | 33 | —   | —  | —  | —   | —  | — | —  | —  | —  |                                   | Singly bez alb        |
| "VKTM" (se Sickotoy a The Anti Group)                                                   | 2020 | 92 | —   | —  | —  | —   | —  | — | —  | —  | —  |                                   | Singly bez alb        |
| "Discoteka" (with Minelli)                                                              | 2020 | 62 | —   | —  | —  | —   | —  | — | —  | —  | —  |                                   | Singly bez alb        |
| "Read My Lips" (feat. Fariana)                                                          | 2020 | 10 | 156 | —  | —  | —   | —  | — | —  | —  | —  |                                   | Singly bez alb        |
| "Flashbacks"                                                                            | 2021 | 4  | 2   | —  | —  | —   | —  | — | —  | 1  | —  |                                   | Heartbreaker          |
| "Cool Me Down" (s Gromee)                                                               | 2021 | —  | 147 | 12 | —  | —   | —  | — | 2  | —  | —  | - ZPAV: Gold                      | Tiny Sparks           |
| "It Don't Matter" (s Alok a Sofi Tukker)                                                | 2021 | —  | 5   | —  | —  | —   | —  | 5 | 3  | 2  | 27 | - ZPAV: Platinum                  | Singl bez alb         |
| "Maza" (sólo nebo francouzská a americká verze s Black M a Thutmose)                    | 2021 | 43 | —   | —  | —  | —   | —  | — | —  | —  | —  |                                   | Heartbreaker          |
| "Papa" (s Sickotoy a Elvana Gjata)                                                      | 2021 | 18 | —   | —  | —  | —   | —  | — | —  | —  | —  |                                   | Singly bez alb        |
| "Up" (sólo nebo se Sean Paul)                                                           | 2021 | 1  | 1   | 7  | 17 | 125 | 33 | 2 | 1  | 1  | —  | - ZPAV: Platinum                  | Singly bez alb        |
| "Tare" (s The Motans)                                                                   | 2022 | 1  | 91  | —  | —  | —   | —  | — | —  | —  | —  |                                   | Singly bez alb        |
| "Talk" (s Ilkay Sencan)                                                                 | 2022 | —  | —   | —  | —  | —   | —  | — | —  | —  | —  |                                   | Singly bez alb        |
| "Wherever You Go" (sólo nebo s Reynmen)                                                 | 2022 | —  | —   | 65 | —  | —   | —  | — | —  | —  | —  |                                   | Singly bez alb        |
| "Yummy" (sólo nebo se Stefflon Don a Dhurata Dora)                                      | 2022 | —  | 86  | 60 | —  | —   | —  | — | 12 | —  | —  |                                   | Singly bez alb        |
| "Rock My Body" (s R3hab a Sash!)                                                        | 2023 | 2  | 13  | —  | —  | 32  | —  | — | —  | 15 | —  | - SNEP: Platinum - ZPAV: Platinum | Singly bez alb        |
| "Bad Girls" (se Sickotoy, Antonia a Eva Timush)                                         | 2023 | —  | —   | —  | —  | —   | —  | — | —  | —  | —  |                                   | Singly bez alb        |
| "Dance Alone" (s The Victor)                                                            | 2023 | —  | —   | —  | —  | —   | —  | — | —  | —  | —  |                                   | Singly bez alb        |
| "Cheeky"                                                                                | 2024 | —  | —   | —  | —  | —   | —  | — | —  | —  | —  |                                   | Everything Or Nothing |
| "Stuck in Limbo" (s Vinai a Jayover)                                                    | 2024 | —  | —   | —  | —  | —   | —  | — | —  | —  | —  |                                   | Singly bez alb        |
| "Queen of My Castle" (s Kris Kross Amsterdam)                                           | 2024 | —  | —   | —  | —  | 74  | —  | — | —  | —  | —  | - SNEP: Gold                      | Singly bez alb        |
| "Take Me Home (Know You Better)" (s Makar)                                              | 2024 | —  | —   | —  | —  | —   | —  | — | —  | —  | —  |                                   | Singly bez alb        |
| "Bilet doar dus"                                                                        | 2024 | 6  | —   | —  | —  | —   | —  | — | —  | —  | —  |                                   | Singly bez alb        |
| "Let It Talk to Me" (se Sean Paul)                                                      | 2025 | 6  | 182 | —  | —  | —   | —  | — | —  | —  | —  |                                   | Singly bez alb        |
| "I'll Be Waiting" (s R3hab)                                                             | 2025 | 10 | 1   | —  | —  | —   | —  | — | —  | 1  | —  |                                   | Singly bez alb        |
| "Mayana" (s MoBlack)                                                                    | 2025 | —  | —   | —  | —  | —   | —  | — | —  | —  | —  |                                   | Singly bez alb        |
| "—" značí, že se nahrávka neumístila v hitparádách nebo v tomto území ani nebyla vydána |      |    |     |    |    |     |    |   |    |    |    |                                   |                       |

### Jako vedlejší umělkyně
| "Boom Boom" (Brian Cross feat. Inna)                                                    | 2013 | —  | —   | — | —  | —  | —  | —  | Pop Star / Party Never Ends        |
| "P.O.H.U.I." (Carla's Dreams feat. Inna)                                                | 2013 | 3  | —   | 7 | —  | —  | —  | —  | Ngoc / Party Never Ends            |
| "Everybody" (DJ BoBo a Inna)                                                            | 2013 | —  | —   | — | —  | —  | 60 | —  | Reloaded / Party Never Ends        |
| "Piñata 2014" (Andreas Schuller feat. Inna)                                             | 2013 | —  | —   | — | —  | —  | —  | —  | Russ Dekknavn 2014                 |
| "Strigă!" (Puya feat. Inna)                                                             | 2014 | 2  | —   | — | —  | —  | —  | —  | Singly bez alb                     |
| "Fie ce-o fi" (Dara feat. Inna, Antonia & Carla's Dreams)                               | 2014 | 55 | —   | 4 | —  | —  | —  | —  | Singly bez alb                     |
| "Summer in December" (Morandi feat. Inna)                                               | 2014 | 80 | 133 | — | —  | —  | —  | —  | Inna / Body and the Sun            |
| "Mai stai" (3 Sud Est feat. Inna)                                                       | 2015 | 25 | —   | — | —  | —  | —  | —  | Epic                               |
| "Show Me the Way" (Marco & Seba feat. Inna)                                             | 2017 | 44 | —   | — | —  | —  | —  | —  | Singl bez alb                      |
| "Tu și eu" (Carla's Dreams feat. Inna)                                                  | 2017 | 53 | —   | — | —  | —  | —  | —  | Antiexemplu / Nirvana              |
| "Fade Away" (Sam Feldt a Lush & Simon feat. Inna)                                       | 2017 | —  | —   | — | 21 | —  | —  | —  | Sunrise                            |
| "Nota de plată" (The Motans feat. Inna)                                                 | 2017 | 6  | —   | — | —  | —  | —  | —  | My Gorgeous Drama Queens / Nirvana |
| "Stay" (Dannic feat. Inna)                                                              | 2018 | —  | —   | — | —  | —  | —  | —  | Singl bez alb                      |
| "Baila Conmigo" (Yellow Claw feat. Saweetie, Inna a Jenn Morel)                         | 2019 | —  | —   | — | —  | —  | —  | —  | Never Dies                         |
| "Summer's Not Ready" (Flo Rida feat. Inna a Timmy Trumpet)                              | 2021 | —  | —   | — | —  | 10 | —  | 35 | Singly bez alb                     |
| "Echo" (Babasha s Inna)                                                                 | 2025 | —  | —   | — | —  | —  | —  | —  | Singly bez alb                     |
| "—" značí, že se nahrávka neumístila v hitparádách nebo v tomto území ani nebyla vydána |      |    |     |   |    |    |    |    |                                    |

### Promo singly
| Název                                                                                   | Rok  | Umístění v hitparádách | Umístění v hitparádách | Umístění v hitparádách | Umístění v hitparádách | Umístění v hitparádách | Umístění v hitparádách | Album                               |
| Název                                                                                   | Rok  | ROM                    | CIS                    | FRA                    | MDA TV                 | RUS                    | TUR                    | Album                               |
| --------------------------------------------------------------------------------------- | ---- | ---------------------- | ---------------------- | ---------------------- | ---------------------- | ---------------------- | ---------------------- | ----------------------------------- |
| "I Need You for Christmas"                                                              | 2009 | —                      | 146                    | —                      | —                      | —                      | —                      | Hot                                 |
| "Ok"                                                                                    | 2012 | —                      | —                      | 185                    | —                      | —                      | —                      | Party Never Ends                    |
| "Alright"                                                                               | 2012 | —                      | —                      | —                      | —                      | —                      | —                      | Party Never Ends                    |
| "Oare"                                                                                  | 2012 | —                      | —                      | —                      | —                      | —                      | —                      | Party Never Ends                    |
| "J'adore"                                                                               | 2012 | —                      | —                      | —                      | —                      | —                      | —                      | Party Never Ends                    |
| "Spre mare"                                                                             | 2013 | 19                     | —                      | —                      | 6                      | —                      | —                      | Party Never Ends                    |
| "Dame Tu Amor" (feat. Reik)                                                             | 2013 | —                      | —                      | —                      | —                      | —                      | —                      | Party Never Ends                    |
| "Take Me Higher"                                                                        | 2014 | —                      | —                      | —                      | —                      | —                      | —                      | Body and the Sun / Party Never Ends |
| "Low"                                                                                   | 2014 | —                      | —                      | —                      | —                      | —                      | —                      | Inna / Body and the Sun             |
| "Devil's Paradise"                                                                      | 2014 | —                      | —                      | —                      | —                      | —                      | —                      | Inna / Body and the Sun             |
| "Tell Me"                                                                               | 2014 | —                      | —                      | —                      | —                      | —                      | —                      | Inna / Body and the Sun             |
| "Body and the Sun"                                                                      | 2014 | —                      | —                      | —                      | —                      | —                      | —                      | Inna / Body and the Sun             |
| "Summer Days"                                                                           | 2014 | —                      | —                      | —                      | —                      | —                      | —                      | Inna                                |
| "Fata din rândul trei"                                                                  | 2014 | 33                     | —                      | —                      | —                      | —                      | —                      | Promo singl bez alb                 |
| "Say It with Your Body"                                                                 | 2016 | —                      | —                      | —                      | —                      | —                      | 40                     | Nirvana                             |
| "Cum ar fi?"                                                                            | 2016 | 33                     | —                      | —                      | —                      | —                      | —                      | Nirvana                             |
| "Don't Mind"                                                                            | 2017 | —                      | —                      | —                      | —                      | —                      | —                      | Nirvana                             |
| "Tropical"                                                                              | 2017 | —                      | —                      | —                      | —                      | —                      | —                      | Nirvana                             |
| "Hands Up"                                                                              | 2017 | —                      | —                      | —                      | —                      | —                      | —                      | Nirvana                             |
| "My Dreams"                                                                             | 2017 | —                      | —                      | —                      | —                      | —                      | —                      | Nirvana                             |
| "Dream About the Ocean"                                                                 | 2017 | —                      | —                      | —                      | —                      | —                      | —                      | Nirvana                             |
| "Lights"                                                                                | 2017 | —                      | —                      | —                      | —                      | —                      | —                      | Nirvana                             |
| "La Vida"                                                                               | 2018 | —                      | —                      | —                      | —                      | —                      | —                      | Yo                                  |
| "Locura"                                                                                | 2018 | —                      | —                      | —                      | —                      | —                      | —                      | Yo                                  |
| "Sí, Mamá"                                                                              | 2018 | —                      | —                      | —                      | —                      | —                      | —                      | Yo                                  |
| "Contigo"                                                                               | 2019 | —                      | —                      | —                      | —                      | —                      | —                      | Yo                                  |
| "Fuego"                                                                                 | 2019 | —                      | —                      | —                      | —                      | —                      | —                      | Yo                                  |
| "Gitana"                                                                                | 2019 | —                      | —                      | —                      | —                      | —                      | —                      | Yo                                  |
| "Sober"                                                                                 | 2020 | —                      | —                      | —                      | —                      | —                      | —                      | Promo singly bez alb                |
| "Nobody"                                                                                | 2020 | —                      | —                      | —                      | —                      | —                      | —                      | Promo singly bez alb                |
| "Call Me Now" (s Michael Calfan)                                                        | 2020 | —                      | —                      | —                      | —                      | —                      | —                      | Promo singly bez alb                |
| "Pretty Thoughts" (s Henri Purnell a Nobody Cares)                                      | 2020 | —                      | —                      | —                      | —                      | —                      | —                      | Promo singly bez alb                |
| "Beautiful Lie"                                                                         | 2020 | —                      | —                      | —                      | —                      | —                      | —                      | Heartbreaker                        |
| "Gucci Balenciaga"                                                                      | 2020 | —                      | —                      | —                      | —                      | —                      | —                      | Heartbreaker                        |
| "Heartbreaker"                                                                          | 2020 | —                      | —                      | —                      | —                      | —                      | —                      | Heartbreaker                        |
| "One Reason"                                                                            | 2020 | —                      | —                      | —                      | —                      | —                      | —                      | Heartbreaker                        |
| "Sunset Dinner"                                                                         | 2020 | —                      | —                      | —                      | —                      | —                      | —                      | Heartbreaker                        |
| "Thicky"                                                                                | 2020 | —                      | —                      | —                      | —                      | —                      | —                      | Heartbreaker                        |
| "Till Forever"                                                                          | 2020 | —                      | —                      | —                      | —                      | —                      | —                      | Heartbreaker                        |
| "You and I"                                                                             | 2020 | —                      | —                      | —                      | —                      | —                      | —                      | Heartbreaker                        |
| "Oh My God"                                                                             | 2021 | —                      | —                      | —                      | —                      | —                      | —                      | Promo singly bez alb                |
| "Paris to London" (s Electric Chapel a Bastien)                                         | 2021 | —                      | —                      | —                      | —                      | —                      | —                      | Promo singly bez alb                |
| "Aici" (s Carla's Dreams, Irina Rimes a the Motans)                                     | 2021 | —                      | —                      | —                      | —                      | —                      | —                      | Promo singly bez alb                |
| "Party" (s Minelli a Romanian House Mafia)                                              | 2021 | —                      | —                      | —                      | —                      | —                      | —                      | Promo singly bez alb                |
| "Like That" (s Brian Cross)                                                             | 2021 | —                      | —                      | —                      | —                      | —                      | —                      | Promo singly bez alb                |
| "Pretty Please" (s Gaullin)                                                             | 2021 | —                      | —                      | —                      | —                      | —                      | —                      | Promo singly bez alb                |
| "De dragul tău"                                                                         | 2021 | —                      | —                      | —                      | —                      | —                      | —                      | Promo singly bez alb                |
| "Déjà-vu" (s Yves V a Janieck)                                                          | 2022 | —                      | —                      | —                      | —                      | —                      | —                      | Promo singly bez alb                |
| "Magical Love"                                                                          | 2022 | —                      | —                      | —                      | —                      | —                      | —                      | Promo singly bez alb                |
| "Hello Hello" (s MELON & Dance Fruits Music)                                            | 2022 | —                      | 19                     | —                      | —                      | 12                     | —                      | Promo singly bez alb                |
| "Blow It Up" (s Timmy Trumpet & Love Harder)                                            | 2022 | —                      | —                      | —                      | —                      | —                      | —                      | Promo singly bez alb                |
| "My Crystal Nails"                                                                      | 2023 | —                      | 149                    | —                      | —                      | —                      | —                      | Promo singly bez alb                |
| "Party Songs" (s Gamuel Sori)                                                           | 2023 | —                      | —                      | —                      | —                      | —                      | —                      | Promo singly bez alb                |
| "Freak" (s Tujamo a Azteck)                                                             | 2023 | —                      | —                      | —                      | —                      | —                      | —                      | Promo singly bez alb                |
| "—" značí, že se nahrávka neumístila v hitparádách nebo v tomto území ani nebyla vydána |      |                        |                        |                        |                        |                        |                        |                                     |

### Další singly
| Název                                                                                   | Rok  | Umístění v hitparádách | Umístění v hitparádách | Album                     |
| Název                                                                                   | Rok  | ROM                    | POL                    | Album                     |
| --------------------------------------------------------------------------------------- | ---- | ---------------------- | ---------------------- | ------------------------- |
| "Iarăși e Crăciunul" (jako Kiss FM All Stars)                                           | 2014 | —                      | —                      | Singl bez alb             |
| "Te rog" (Carla's Dreams, s Inna)                                                       | 2015 | 1                      | —                      | Ngoc                      |
| "Tu tens la força"                                                                      | 2015 | —                      | —                      | El Disc de La Marató 2015 |
| "Call the Police" (jako G Girls)                                                        | 2016 | 64                     | 6                      | Singly bez alb            |
| "Milk & Honey" (as part of G Girls)                                                     | 2017 | 67                     | —                      | Singly bez alb            |
| "Poveste de Crăciun" (as part of Kiss FM All Stars)                                     | 2017 | —                      | —                      | Singly bez alb            |
| "A venit Crăciunul" (jako Kiss FM All Stars)                                            | 2020 | —                      | —                      | Singly bez alb            |
| "Acasă de Crăciun" (as part of Kiss FM All Stars)                                       | 2021 | —                      | —                      | Singly bez alb            |
| "Lalele"                                                                                | 2022 | —                      | —                      | Singly bez alb            |
| "—" značí, že se nahrávka neumístila v hitparádách nebo v tomto území ani nebyla vydána |      |                        |                        |                           |

### Další umístěné písně
| Název                                                                                   | Rok  | Umístění v hitparádách | Umístění v hitparádách | Album            |
| Název                                                                                   | Rok  | ROM                    | TUR                    | Album            |
| --------------------------------------------------------------------------------------- | ---- | ---------------------- | ---------------------- | ---------------- |
| "Party Never Ends"                                                                      | 2013 | —                      | 40                     | Party Never Ends |
| "Dame la mano"                                                                          | 2024 | 12                     | —                      | El Pasado        |
| "—" značí, že se nahrávka neumístila v hitparádách nebo v tomto území ani nebyla vydána |      |                        |                        |                  |

## Spoluumělkyně
| Název                                     | Rok  | Album                               |
| ----------------------------------------- | ---- | ----------------------------------- |
| "All the Things" (Pitbull featuring Inna) | 2013 | Global Warming: Meltdown / Meltdown |
| "Ale Ale" (Dhurata Dora feat. Inna)       | 2023 | Dhurata                             |

## Videoklipy
| Název                            | Rok  | Hlavní umělec                                    | Spoluumělec                     | Režisér                                                    |
| -------------------------------- | ---- | ------------------------------------------------ | ------------------------------- | ---------------------------------------------------------- |
| "Hot" (True Love Edit)           | 2008 | Inna                                             | žádné                           | Florin Botea                                               |
| "Hot" (Dancing in the Dark Edit) | 2008 | Inna                                             | žádné                           | Florin Botea                                               |
| "Love"                           | 2009 | Inna                                             | žádné                           | Bogdan Bărbulescu                                          |
| "Déjà Vu"                        | 2009 | Inna                                             | Bob Taylor                      | Tom Boxer                                                  |
| "Amazing"                        | 2009 | Inna                                             | None                            | Tom Boxer                                                  |
| "I Need You for Christmas"       | 2009 | Inna                                             | None                            | Tom Boxer                                                  |
| "10 Minutes"                     | 2010 | Inna                                             | Play & Win                      | Paul Boyd                                                  |
| "Sun Is Up"                      | 2010 | Inna                                             | žádné                           | Alex Herron                                                |
| "Club Rocker"                    | 2011 | Inna                                             | žádné                           | Alex Herron                                                |
| "Un Momento"                     | 2011 | Inna                                             | Juan Magán                      | Alex Herron                                                |
| "Endless"                        | 2011 | Inna                                             | žádné                           | Alex Herron                                                |
| "Wow"                            | 2012 | Inna                                             | žádné                           | Alex Herron                                                |
| "Caliente"                       | 2012 | Inna                                             | žádné                           | Hamid Bechiri / John Perez                                 |
| "Crazy Sexy Wild"                | 2012 | Inna                                             | žádné                           | Edward Aninaru                                             |
| "Tu şi eu"                       | 2012 | Inna                                             | žádné                           | Edward Aninaru                                             |
| "Inndia"                         | 2012 | Inna                                             | Play & Win                      | Edward Aninaru                                             |
| "More than Friends"              | 2013 | Inna                                             | žádné                           | Edward Aninaru                                             |
| "More than Friends"              | 2013 | Inna                                             | Daddy Yankee                    | Edward Aninaru                                             |
| "Dame Tu Amor"                   | 2013 | Inna                                             | Reik                            | Inna / Khaled Mokhtar                                      |
| "P.O.H.U.I."                     | 2013 | Carla's Dreams                                   | Inna                            | Sergiu Barajin                                             |
| "Spre mare"                      | 2013 | Inna                                             | žádné                           | Bogdan Daragiu / Khaled Mokhtar                            |
| "Be My Lover"                    | 2013 | Inna                                             | žádné                           | Inna / Khaled Mokhtar                                      |
| "Be My Lover" (Remix)            | 2013 | Inna                                             | Juan Magán                      | Šablona:Unknown                                            |
| "In Your Eyes"                   | 2013 | Inna                                             | Yandel                          | Barna Némethi                                              |
| "Cola Song"                      | 2014 | Inna                                             | J Balvin                        | John Perez                                                 |
| "Good Time"                      | 2014 | Inna                                             | Pitbull                         | Barna Nemethi                                              |
| "Fata din rândul trei"           | 2014 | Inna                                             | žádné                           | Bogdan Daragiu                                             |
| "Strigă!"                        | 2014 | Puya                                             | Inna                            | Marian Crisan / Tudor Mircea / Bogdan Daragiu / John Perez |
| "Diggy Down"                     | 2014 | Inna                                             | Marian Hill                     | Michael Mircea                                             |
| "Diggy Down" (Remix)             | 2014 | Inna                                             | Marian Hill / Yandel            | neznámé                                                    |
| "Fie ce-o fi"                    | 2014 | Dara                                             | Inna / Antonia / Carla's Dreams | Bogdan Daragiu                                             |
| "Iarăși e Crăciunul"             | 2014 | Kiss FM All Stars                                | žádné                           | Alex Coteț / Roxana Andrei                                 |
| "Summer in December"             | 2014 | Morandi                                          | Inna                            | Michael Mircea                                             |
| "Mai stai"                       | 2015 | 3 Sud Est                                        | Inna                            | Bogdan Daragiu                                             |
| "We Wanna"                       | 2015 | Alexandra Stan / Inna                            | Daddy Yankee                    | Khaled Mokhtar / David Gal / Dimitri Caceaune              |
| "Bop Bop"                        | 2015 | Inna                                             | Eric Turner                     | Dimitri Caceaune / John Perez / David Gal                  |
| "Te rog"                         | 2015 | Carla's Dreams                                   | Inna (uncredited)               | Roman Burlaca                                              |
| "Yalla"                          | 2015 | Inna                                             | žádné                           | Barna Nemethi                                              |
| "Rendez Vous"                    | 2016 | Inna                                             | žádné                           | Michael Abt / John Perez                                   |
| "Call the Police"                | 2016 | G Girls                                          | žádné                           | Roman Burlaca                                              |
| "Heaven"                         | 2016 | Inna                                             | žádné                           | John Perez                                                 |
| "Gimme Gimme"                    | 2017 | Inna                                             | žádné                           | Edward Aninaru                                             |
| "Milk & Honey"                   | 2017 | G Girls                                          | žádné                           | Ionuț Trandafir                                            |
| "Show Me the Way"                | 2017 | Marco & Seba                                     | Inna                            | Khaled Mokhtar                                             |
| "Tu şi eu"                       | 2017 | Carla's Dreams                                   | Inna                            | Roman Burlaca                                              |
| "Ruleta"                         | 2017 | Inna                                             | Erick                           | Barna Nemethi                                              |
| "Fade Away"                      | 2017 | Sam Feldt                                        | Lush & Simon / Inna             | Barna Nemethi                                              |
| "Nota de plată"                  | 2017 | The Motans                                       | Inna                            | Ionuț Trandafir                                            |
| "Nirvana"                        | 2017 | Inna                                             | žádné                           | Bogdan Păun                                                |
| "Poveste de Crăciun"             | 2017 | Kiss FM All Stars                                | žádné                           | Roxana Andrei                                              |
| "Me Gusta"                       | 2018 | Inna                                             | žádné                           | Barna Nemethi                                              |
| "Pentru că"                      | 2018 | Inna                                             | The Motans                      | Bogdan Păun                                                |
| "No Help"                        | 2018 | Inna                                             | žádné                           | Bogdan Păun                                                |
| "Ra"                             | 2018 | Inna                                             | žádné                           | Bogdan Păun                                                |
| "Iguana"                         | 2018 | Inna                                             | žádné                           | Bogdan Păun                                                |
| "Sin Ti"                         | 2019 | Inna                                             | žádné                           | Bogdan Păun                                                |
| "Tu Manera"                      | 2019 | Inna                                             | žádné                           | Bogdan Păun                                                |
| "Te Vas"                         | 2019 | Inna                                             | žádné                           | Bogdan Păun                                                |
| "Fuego"                          | 2019 | Inna                                             | žádné                           | Bogdan Păun                                                |
| "Gitana"                         | 2019 | Inna                                             | žádné                           | Bogdan Păun                                                |
| "Contigo"                        | 2019 | Inna                                             | žádné                           | Bogdan Păun                                                |
| "Sí, Mamá"                       | 2019 | Inna                                             | žádné                           | Bogdan Păun                                                |
| "Locura"                         | 2019 | Inna                                             | žádné                           | Bogdan Păun                                                |
| "La Vida"                        | 2019 | Inna                                             | žádné                           | Bogdan Păun                                                |
| "Bebe"                           | 2019 | Inna                                             | Vinka                           | Bogdan Păun                                                |
| "Not My Baby"                    | 2020 | Inna                                             | žádné                           | Bogdan Păun                                                |
| "Sober"                          | 2020 | Inna                                             | žádné                           | Bogdan Păun                                                |
| "VKTM"                           | 2020 | Sickotoy / Inna / TAG                            | žádné                           | Bogdan Păun                                                |
| "Discoteka"                      | 2020 | Minelli / Inna                                   | žádné                           | Bogdan Păun                                                |
| "Read My Lips"                   | 2020 | Inna                                             | Farina                          | Bogdan Păun / Jhonatan Abraham / Jhon Nael                 |
| "A venit Crăciunul"              | 2020 | Kiss FM All Stars                                | žádné                           | neznámé                                                    |
| "Flashbacks"                     | 2021 | Inna                                             | žádné                           | Bogdan Păun                                                |
| "Cool Me Down"                   | 2021 | Gromee / Inna                                    | žádné                           | Maciej Zdrojewski                                          |
| "Maza"                           | 2021 | Inna                                             | žádné                           | Bogdan Păun                                                |
| "Papa"                           | 2021 | Sickotoy / Elvana Gjata / Inna                   | žádné                           | Bogdan Păun                                                |
| "Aici"                           | 2021 | Carla's Dreams / Inna / Irina Rimes / The Motans | žádné                           | Bogdan Păun                                                |
| "De dragul tău"                  | 2021 | Inna                                             | žádné                           | Kobzzon                                                    |
| "Acasă de Crăciun"               | 2021 | Kiss FM All Stars                                | žádné                           | Roxana Andrei                                              |
| "Up"                             | 2021 | Inna / Sean Paul                                 | žádné                           | Bogdan Păun                                                |
| "Lalele"                         | 2022 | Inna                                             | žádné                           | Dorin Marcu                                                |
| "Tare"                           | 2022 | The Motans / Inna                                | žádné                           | Bogdan Păun                                                |
| "Talk"                           | 2022 | Ilkay Sencan / Inna                              | žádné                           | Bogdan Păun                                                |
| "Hello Hello"                    | 2022 | Inna / Melon / Dance Fruits Music                | žádné                           | Florin Burlacu                                             |
| "Yummy"                          | 2022 | Inna                                             | žádné                           | Bogdan Păun                                                |
| "Yummy"                          | 2023 | Inna, Dhurata Dora, Stefflon Don                 | žádné                           | Bogdan Păun                                                |
| "My Crystal Nails"               | 2023 | Inna                                             | žádné                           | Bogdan Păun                                                |
| "Rock My Body"                   | 2023 | R3hab, Inna, Sash!                               | žádné                           | Jimachez                                                   |
| "Party Songs"                    | 2023 | Gamuel Sori, Inna                                | žádné                           | neznámé                                                    |
| "Freak"                          | 2023 | Tujamo, Azteck, Inna                             | žádné                           | Paul Tatcu, Andrei Tapu, Alex Cotimani                     |